# More (фильм)
More (с англ. — «больше, ещё») — дебютный кинофильм режиссёра Барбе Шрёдера, выпущенный 4 августа 1969 года. В основе сюжета фильма, действие которого происходит сначала в Париже, а затем на острове Ибица, лежит история молодой пары наркозависимых. В фильме используется музыка группы Pink Floyd, альбом More является саундтреком к фильму.

## Сюжет
Молодой немец Штефан из Любека, недавно закончивший обучение математике в университете, в поисках солнца и тепла отправляется автостопом в Париж, где знакомится с карточным игроком Чарли. На одной из вечеринок, куда его зовёт Чарли, Штефан встречает американку Эстель, в которую влюбляется. Хотя Чарли предупреждает Штефана, что ему лучше не связываться с Эстель, Штефан приходит к девушке в гостиницу, и у них завязываются романтические отношения. Эстель предлагает Штефану покурить «траву», признаваясь, что в Нью-Йорке она принимала наркотики, но теперь это в прошлом. В тот же день Эстель уезжает на Ибицу, где обещает ждать Штефана в гостинице доктора Вульфа. Штефан, достав денег благодаря совместной с Чарли краже в богатом доме, вскоре отправляется за Эстель.
На Ибице Штефану не сразу удаётся найти Эстель, однако ему удаётся случайно познакомиться с Вульфом. Эстель сначала кажется отстранённой, однако затем отношения между ней и Штефаном возобновляются. Штефан ревнует Эстель к Вульфу, хотя сама она отвечает, что Вульф всего лишь друг её отца. Ночью Штефан вывозит Эстель в уединённый дом на берегу моря, причём незаметно от Штефана перед выходом из гостиниц девушка берёт в кабинете Вульфа какой-то небольшой бумажный пакетик.
На берегу молодые люди проводят время, купаясь и греясь на солнце. Однажды Эстель навещает её подруга и любовница Кэти, и Штефан слышит обрывок их разговора, в котором они упоминают героин (называя его horse). В другой раз, вернувшись с прогулки, Штефан находит Эстель в полубессознательном состоянии на берегу моря. Она признаётся, что укололась героином, который у неё был с собой, но это был последний раз. Придя в себя, Эстель, однако, говорит, что у неё остался героин ещё на одну инъекцию, и она хотела бы принять эту дозу вместе со Штефаном. Она объясняет, что героин позволяет видеть жизнь в более красочном свете и что Штефану ничего не грозит от одного употребления. Штефан принимает одну дозу, однако через несколько дней повторяет приём и со временем приобретает героиновую зависимость, как и Эстель. Эстель признаётся, что при отъезде из гостиницы она украла у Вульфа 200 доз наркотика, и теперь им нужно вернуть оставшиеся дозы и деньги. Штефан и Эстель уезжают обратно в город, где Штефан устраивается работать барменом и продаёт наркотики. Оба они продолжают употреблять героин и пробуют ЛСД.
Наступает осень, потом зима. Штефан и Эстель живут в поисках денег на новые дозы наркотика. Приезжает Чарли, который, видя состояние Штефана, предлагает ему уехать в Париж, оставив Эстель. Он говорит, что до Штефана Эстель погубила уже двух человек. Штефан также узнаёт, что Эстель находится в любовной связи с Вульфом. Сбежав из дома в поисках последней дозы, Штефан покупает у знакомого сразу две и принимает их, в результате умирая от передозировки. Его хоронят как самоубийцу, на похоронах присутствует Чарли. Судьба Эстель остаётся неизвестной.

## В ролях
- Мимзи Фармер — Эстель
- Клаус Грюнберг — Штефан
- Хайнц Энгельманн — доктор Вульф

## Отзывы
Начало More чрезвычайно поразительно: кадры, направленные прямо на солнце. Как только появляются заглавные титры, камера передвигается на солнце, которое, в свою очередь, сияет, исчезает в облаках перед появлением снова и так далее. Солнце — доминирующий символ фильма. Это — то, что может одновременно дать и уничтожить жизнь. Как можно было ожидать, музыка, сопровождающая эти первые кадры — Main Theme («Главная Тема»). Колеблющийся орган и зловещие эффекты хорошо отражают два важных настроения позже в фильме.

В своей первой картине Барбе Шрёдер заглядывает в юность конца 1960-х, будь то американцы или европейцы. <…> Молодой немец знакомится с симпатичной, независимой американкой. Вскоре они становятся любовниками, и он следует за ней на Ибицу, испанский остров, где они наслаждаются идиллией в домике на пляже.
Снятая гениально, с кадрами, от которых невозможно оторвать глаз, картина тем не менее избегает пустой живописности и служит описанию персонажей с симпатией и лёгкостью, без всякого пафоса.